# Старошийківська сільська рада
Старошийківська сільська рада — колишня адміністративно-територіальна одиниця та орган місцевого самоврядування у Троянівському, Житомирському районах і Житомирській міській раді Волинської округи, Київської та Житомирської областей Української РСР з адміністративним центром у селі Старошийка.

## Населені пункти
Сільській раді на час ліквідації були підпорядковані населені пункти:
- с. Рудня-Пошта;
- с. Старошийка.

## Населення
Кількість населення ради, станом на 1923 рік, становила 1 536 осіб, кількість дворів — 250.

## Історія та адміністративний устрій
Створена 1923 року в складі сіл Корчівка, Рудня-Старошийка (Старошийка, Стара Шийка) та хутора Рудня-Пошта Троянівської волості Житомирського повіту Волинської губернії. 7 березня 1923 року включена до складу новоутвореного Троянівського району Житомирської (згодом — Волинська) округи. 14 листопада 1935 року, відповідно до постанови Президії ЦВК УСРР «Про часткові зміни районних меж Київської, Харківської та Одеської областей», сільську раду передано до складу приміської смуги Житомирської міської ради. 10 березня 1937 року с. Корчівка передане до складу Шиєцько-Будської сільської ради Житомирської міської ради Київської області. 14 травня 1939 року, відповідно до указу Президії Верховної ради Української РСР «Про утворення Житомирського сільського району Житомирської області», сільську раду включено до складу новоствореного Житомирського району Житомирської області.
Станом на 1 вересня 1946 року сільська рада входила до складу Житомирського району Житомирської області, на обліку в раді перебували с. Стара Шийка та х. Рудня-Пошта.
Ліквідована 11 серпня 1954 року, відповідно до указу Президії Верховної ради Української РСР «Про укрупнення сільських рад по Житомирській області», територію та населені ради приєднано до складу Високопічської сільської ради Житомирського району Житомирської області.